# بنکی
بنکِی، موساشیبو بنکی (به ژاپنی: 西塔武蔵坊弁慶 Saitō Musashibō Benkei); ۱ ژانویهٔ ۱۱۵۵ – ۱۵ ژوئن ۱۱۸۹) بهکشو و سوهی (سرباز راهب) و یک جنگجو در خدمت میناموتو نو یوشی‌تسونه در دوره هی‌آن اهل ژاپن بود.
سربازان راهب یا سوهی‌ها تا دوره سنگوکو، به عنوان سرباز می‌جنگیدند. موساشیبو بنکی که با میناموتو نو یوشی‌تسونه در پل گوجو اولین برخورد را داشت و با یکدیگر جنگیدند، ظاهری شبیه یک سرباز داشت. او راهب معروف معبد انریاکو بود.